# リウマチ熱
リウマチ熱（リウマチねつ）とは、A群溶連菌に感染して後1～3週間に生じる全身性の非化膿性疾患の一つである。特徴として結合織の炎症が関節、心臓、血管、神経等を冒すとされる。特に心臓では弁膜、心内外膜、心筋が好発部位であり、5～15歳が好発年齢である。

## 原因
A群溶連菌感染に基づく免疫的機序が原因とされる（膠原病）。

## 症状
大症状として心内外膜、心筋の全ての層が炎症を起こす。関節炎は移動性・多発性で疼痛、発赤、腫脹、圧痛を生じる。また小舞踏病（四肢、体幹、顔筋に起こる不随意運動）や無痛性の皮下小結節を小児において多く発症し、体幹・四肢近位の皮膚に移動性の輪状紅斑も見られる。共通症状としては発熱、前胸痛、腹痛、頭痛、倦怠感、食欲不振などを起こす。

## 診断
Jones基準による診断が可能。

## 検査
- 赤沈促進、CRP試験陽性、白血球数増加などの炎症症状を示す。
- ASO値が上昇し、溶連菌感染を示す。
- PR時間（心電図）の延長。
- 胸部X線検査により心陰影の左右拡大が見られる。また、心膜の臓側葉と壁側葉との間に心エコーでエコー・フリー・スペースが見られる（心膜腔への滲出液の貯留）。

## 治療
- 絶対安静と栄養補給
- ペニシリン投与
- 副腎皮質ステロイド剤、若しくはサリチル酸剤(低用量アスピリン)投与
- ジギタリス投与、塩分制限（心不全発生時）

また、再発防止には長期のペニシリン投与が必要である。